# Alejandro Tudela Chopitea
Alejandro Ignacio Tudela Chopitea (Miraflores; Lima, 7 de febrero de 1953) es un abogado, periodista y escritor peruano. Fue ministro de Justicia del Perú durante el gobierno de Alejandro Toledo, desde el 16 de agosto del 2005 hasta el 28 de julio del 2006.

## Biografía
Alejandro Tudela nació el 7 de febrero de 1953 en el distrito peruano de Miraflores, ubicado en la ciudad de Lima. Es hijo de Alejandro Tudela Garland, excandidato presidencial en 1980, y de Rosa Chopitea Miró-Quesada. Por su familia materna, es descendiente de Antonio Miró-Quesada de la Guerra, exdirector del diario El Comercio. Asimismo, es sobrino del diplomático Felipe Tudela y Barreda y primo del excanciller Francisco Tudela.
Tudela estudió la carrera de derecho en la Universidad de San Martín de Porres y como abogado ha sido asesor de múltiples compañías. En el ejercicio de sus funciones se ha especializado en derecho civil, administrativo, constitucional y tributario.
En 1990, inició su carrera política postulando al Senado por la lista independiente Somos Libres. Desde 1998 y por dos años fue jefe del gabinete de asesores del Ministerio Público del Perú. Durante el gobierno de Alberto Fujimori, formó parte de la oposición hasta su caída en el año 2000.
En 2001, Tudela pasó a formar parte de Perú Posible, partido político de Alejandro Toledo, y se desempeñó como asesor del congresista Marcial Ayaipoma. Entre 2003 y 2004 fue director general de asesoría jurídica del Ministerio de Trabajo y Promoción del Empleo del Perú. 
En abril del 2005 fue designado como viceministro de Justicia del Perú; simultáneamente fue presidente del Consejo de Defensa Judicial del Estado Peruano. Sin embargo el 16 de agosto del 2005, tras el nombramiento de Pedro Pablo Kuczynski como presidente del Consejo de Ministros del Perú, Tudela fue nombrado y juramentado por el presidente Alejandro Toledo como su nuevo ministro de Justicia, en reemplazo de Eduardo Salhuana, y permaneció en el cargo hasta el final del gobierno el 28 de julio del 2006.
Antes de entrar al sector público, dedicó su vida a su carrera de abogado y al ejercicio del periodismo, especialmente en la página editorial del diario El Comercio de Lima, donde se desempeñó como miembro del directorio. También ha escrito en el diario oficial El Peruano y actualmente es columnista en el Diario Expreso.

## Publicaciones
- El león de Tarapacá (1979)
- Un hombre llamado Francisco (1981)
- Cáceres gobernante (1987)
- Gloria y miseria del Duque de Lerma (2011)
- Guerra del Pacífico: Alfonso Ugarte, de la leyenda a la realidad (2012)
- Pedro de la Gasca, pacificador del Perú (2016)[5]